# Вилья-де-Мария
Вилья-де-Мария (исп. Villa de María) — город и муниципалитет в департаменте Рио-Секо провинции Кордова (Аргентина), административный центр департамента.

## История
В 1798 году губернатор Кордовы Рафаэль де Собремонте основал здесь поселение Рио-Секо.
Во время гражданских войн XIX века здесь в 1821 году был убит Франсиско Рамирес.
Современное название городу дал в 1858 году губернатор Роке Феррейра.

## Знаменитые уроженцы
- Леопольдо Лугонес (1874—1938) — аргентинский поэт, писатель и журналист, представитель латиноамериканского литературного модернизма.